# 圖同態

由花形蛇鯊圖J_{5}射向環圖C_{5}的同態，亦是到J_{5}中央五個頂點所成子圖的收縮，所以J_{5}與其核圖C_{5}「同態等價」。

数学分支圖論中，圖同態（英語：graph homomorphism）是兩幅图之間保結構的映射。具體而言，該映射將某圖的各顶点映至另一圖的頂點，且若兩頂點相鄰，則其像仍然相鄰。
同態是若干種圖着色概念的推廣，適用於表達一類重要的約束滿足問題，如排程、頻段分配問題。同態可以複合，為全體圖組成的類賦予豐富的代數結構：其上的预序关系、分配格結構、範疇結構（分為無向圖範疇與有向圖範疇兩種）。欲尋找任意兩圖間的同態，而無額外條件，則現時所知的計算複雜度高得不切實際，但對於某些特定類別的圖，已知有多項式時間算法。此類問題易解與否，兩者的分野，是活躍的研究方向。

## 定義
本條目中，除非另有聲明，否則「圖」皆為有限無向圖，允許自环，但無重边（兩點間連多於一條邊）。自{\displaystyle G=(V(G),E(G))}至另一圖{\displaystyle H=(V(H),E(H))}的圖同態{\displaystyle f}，記作
{\displaystyle f:G\to H,}
是頂點集{\displaystyle V(G)}至{\displaystyle V(H)}的函數，其將{\displaystyle G}每條邊的兩端分別映至{\displaystyle H}某邊的兩端。以符號表示：對{\displaystyle V(G)}中每對頂點{\displaystyle u,v}，若{\displaystyle \{u,v\}\in E(G)}，則{\displaystyle \{f(u),f(v)\}\in E(H)}。若存在{\displaystyle G}至{\displaystyle H}的同態，則稱{\displaystyle G}同態於（homomorphic to）{\displaystyle H}，或可染{\displaystyle H}色（），常簡記為：
{\displaystyle G\to H.}
上述定義可引伸至有向圖，此時，{\displaystyle f:G\to H}為同態的條件是，{\displaystyle G}中每條有向邊{\displaystyle (u,v)}的像{\displaystyle (f(u),f(v))}，仍是{\displaystyle H}的有向邊。
自{\displaystyle G}至{\displaystyle H}有單同態（將不同頂點映至不同頂點），當且僅當{\displaystyle G}為{\displaystyle H}的子圖。若同態{\displaystyle f:G\to H}為双射（兩圖頂點集的一一對應），且其逆{\displaystyle f^{-1}}亦是圖同態，則{\displaystyle f}為图同构。
圖的覆疊映射是一類特殊的圖同態，相當於將圖視為拓撲空間時，拓撲學上的覆疊映射，其定義及性質亦是類似：圖覆疊是滿同態（即作為陪域的圖，其每個頂點皆為定義域某頂點的像），且局部為雙射，即若限制到每個頂點的鄰域，則為雙射。舉例，圖的典範雙重覆疊，是將每點{\displaystyle v}分裂為{\displaystyle v_{0},v_{1}}兩點，並將原圖每條邊{\displaystyle uv}換成交叉的兩條邊{\displaystyle u_{0}v_{1}}、{\displaystyle u_{1}v_{0}}。如此，可以定義函數將{\displaystyle v_{0}}和{\displaystyle v_{1}}皆映至{\displaystyle v}，既是圖同態，也是覆疊映射。
圖同胚是另一個概念，不一定是同態。粗略而言，同胚要求是單射，但不必將邊映至邊，允許映至路徑。图子式的要求更鬆。

### 核與回縮

K_{7}，七個頂點的完全圖，一種核圖

若兩幅圖{\displaystyle G}和{\displaystyle H}有同態{\displaystyle G\to H}及{\displaystyle H\to G}，則稱兩者同態等價（homomorphically equivalent）。該些映射不必單，也不必滿。例如，完全二部圖{\displaystyle K_{2,2}}與{\displaystyle K_{3,3}}同態等價，因為可將{\displaystyle K_{2,2}}左部兩個頂點映到{\displaystyle K_{3,3}}左部同一個頂點，其右部的兩個頂點映到{\displaystyle K_{3,3}}右部一個頂點，同樣有{\displaystyle K_{3,3}\to K_{2,2}}的同態。
收縮映射（retraction）是自圖{\displaystyle G}至其子圖{\displaystyle H}的同態{\displaystyle r}，且對{\displaystyle H}中每個頂點{\displaystyle v}有{\displaystyle r(v)=v}。若有此種映射，則{\displaystyle H}稱為{\displaystyle G}的收縮核（retract）。
核圖（core）沒有到任何真子圖的同態。亦可等價定義成無法收縮到任何真子圖的圖。每幅圖{\displaystyle G}皆同態等價於唯一的核圖（不辨同構之別），稱為{\displaystyle G}的核（）。此結論對無窮圖不一定成立，但對（有限的）有向圖可以照套用同樣的定義，每幅有向圖同態等價於唯一的核圖。圖（或有向圖）的核，必為原圖某個收縮核，以及某個导出子图。
舉例，完全圖{\displaystyle K_{n}}及奇環（奇數條邊的循环图）皆屬核圖。若{\displaystyle G}可染三色，且有三角形（即子圖{\displaystyle K_{3}}），則{\displaystyle G}同態等價於{\displaystyle K_{3}}，原因是{\displaystyle G}的三染色，下節將說明相當於同態{\displaystyle G\to K_{3}}，且另一方面，任意子圖皆有同態嵌入到{\displaystyle G}，故有{\displaystyle K_{3}\to G}。如此，證畢{\displaystyle K_{3}}為所有此種{\displaystyle G}的核。與之相似，每幅非空二部圖（有至少一條邊）皆等價於{\displaystyle K_{2}}。

## 與染色的關聯
對正整數{\displaystyle k}，圖{\displaystyle G}的{\displaystyle k}染色是將每個頂點塗{\displaystyle k}色之一，使每條邊的兩端都不同色。此種染色，與自{\displaystyle G}至完全圖{\displaystyle K_{k}}的同態，兩類物件一一對應，因為{\displaystyle K_{k}}的各頂點對應{\displaystyle k}種色，且若{\displaystyle c_{1},c_{2}}為顏色，則其於圖{\displaystyle K_{k}}相鄰當且僅當{\displaystyle c_{1}\neq c_{2}}。於是，某函數是{\displaystyle G}至{\displaystyle K_{k}}的同態，當且僅當該函數將{\displaystyle G}中相鄰的頂點映至不同顏色（即{\displaystyle k}染色的定義）。換言之，{\displaystyle G}可染{\displaystyle k}色等價於可染{\displaystyle K_{k}}色。
若有同態{\displaystyle G\to H}及{\displaystyle H\to K_{k}}，則兩者複合可得同態{\displaystyle G\to K_{k}}。所以，若{\displaystyle H}可染{\displaystyle k}色，且有同態{\displaystyle G\to H}，則{\displaystyle G}同樣可染{\displaystyle k}色。因此，{\displaystyle G\to H}推出{\displaystyle \chi (G)\leq \chi (H)}，其中{\displaystyle \chi }表示圖的色數。

### 變式
其他同態亦可視作特殊的染色。給定圖{\displaystyle H}，其頂點視為可用的顏色，每條邊表示某兩色「可兼容」，則{\displaystyle G}的{\displaystyle H}染色就是將相鄰頂點染成相容顏色的方案。此框架可容納許多圖染色的概念，將其表述為射向各類圖的同態。舉例如下：
- 循環染色（英语：Circular coloring）可定義為至循環完全圖（英语：circular clique）[註 2]的同態，從而推廣一般的染色，定義「分數」色數。[15]
- 分數染色（英语：Fractional coloring）與b重染色（英语：Fractional coloring）可定義成射向克內澤爾圖（英语：Kneser graph）的同態。[16]
- T染色（英语：T-coloring）的可用色集為自然數集{\displaystyle \mathbb {N} }，但另有給定某子集{\displaystyle T\subseteq \mathbb {N} }，禁止相鄰頂點所染顏色之差屬於{\displaystyle T}。此種染色對應往某幅無窮圖的同態。[17]
- 有向染色（英语：oriented coloring）除禁止相鄰頂點同色外，還限制不同顏色之間的所有邊皆同向（例如由藍至紅）。此為映向有向圖的同態。[18]
- L(2,1)染色（英语：L(2,1)-coloring）以數表示顏色，要求距離為1（相鄰）的頂點所染顏色之差至少為2，而距離為2的頂點染色之差至少為1。換言之，此為射向路圖{\displaystyle P_{n}}之補的同態，且要求局部為單射，即在每個頂點的鄰域上為單射。[19]

### 無長路徑的定向
圖同態與圖定向也有關。無向圖{\displaystyle G}的定向是賦予每邊一個方向（二選一），所得的有向圖。同一幅無向圖可以有多種不同的定向。舉例，完全圖{\displaystyle K_{k}}可定向成「遞移循環賽圖」{\displaystyle {\overrightarrow {T_{k}}}}，其頂點為{\displaystyle 1,2,\ldots ,k}，對所有{\displaystyle i<j}有（有向）邊自{\displaystyle i}指向{\displaystyle j}。給定{\displaystyle G}的定向與{\displaystyle H}的定向之間的同態，忘掉定向即得本來無向圖之間的同態。另一方面，給定無向圖同態{\displaystyle G\to H}，{\displaystyle H}任何定向{\displaystyle {\overrightarrow {H}}}可以拉回到{\displaystyle G}的定向{\displaystyle {\overrightarrow {G}}}，使原同態亦是{\displaystyle {\overrightarrow {G}}\to {\overrightarrow {H}}}的有向圖同態。綜上，無向圖{\displaystyle G}可染{\displaystyle k}色（即有同態至{\displaystyle K_{k}}），當且僅當{\displaystyle G}有某定向，具有至{\displaystyle {\overrightarrow {T_{k}}}}的同態。
有定理流傳，對每個{\displaystyle k}，有向圖{\displaystyle G}有同態至{\displaystyle {\overrightarrow {T_{k}}}}，當且僅當{\displaystyle k+1}個頂點的有向路徑圖{\displaystyle {\overrightarrow {P_{k+1}}}}無同態至{\displaystyle G}。
因此，某圖可{\displaystyle k}染色，當且僅當其有某定向，不容任何自{\displaystyle {\overrightarrow {P_{k+1}}}}至該定向的同態。此命題可加強成

高洛伊-哈塞-羅伊-維塔韋爾定理：某圖可{\displaystyle k}染色，當且僅當該圖有某定向，其中無長為{\displaystyle k}的有向路徑（即{\displaystyle {\overrightarrow {P_{k+1}}}}作為子圖）。

與前一命題的分別在於，自{\displaystyle {\overrightarrow {P_{k+1}}}}至某圖的同態允許將兩頂點映至同處，但「長為{\displaystyle k}的有向路徑」不允許重複頂點。

## 與約束滿足問題的關聯

### 範例

圖，表示一週中不相鄰的日子，同構於環的補圖，亦同構於環狀團

某些排程問題可用圖同態建模。設學校已知各學生所選科目，要編排今學期各專題討論班的時間，使同一學生所選的討論班時間不致太近。考慮圖{\displaystyle G}以各科為頂點，若兩科有共同學生則連邊，而圖{\displaystyle H}以各課節為頂點，若兩個時段隔足夠遠則連邊。舉例若限制時間表須每週循環，且每個學生所選的討論班須相隔一日，則對應的{\displaystyle H}是環{\displaystyle C_{7}}的補圖。如此，{\displaystyle G\to H}的圖同態，就是討論班對應到課節的合適方案。欲添加額外條件，如禁止學生同時於週五與週一有討論班，衹需從{\displaystyle H}刪掉相應的邊。
無線電的頻段分配問題簡述如下：无线网络中，有若干發訊機，要為每部機配置一個頻率，供其發訊。為免干擾，地理位置較近的發訊機應選用相差較遠的頻率。若將條件中「地理較近」與「頻率較遠」簡化至非黑即白，則合適的分配方案又可視為圖同態{\displaystyle G\to H}。圖{\displaystyle G}的頂點為各發訊機，邊表示兩機地理上接近；圖{\displaystyle H}以各頻段為頂點，邊則表示兩頻段相隔夠遠。雖然此模型甚為簡化，但是尚有保留一點彈性：若有兩機相隔較遠，但仍因地形導致可能干擾，則在{\displaystyle G}中加邊即可。反之，若有兩機永不在同一時段發訊，則不論其地理位置是否靠近，皆可從{\displaystyle G}中刪去該邊。同樣，或許有某些頻率相差頗遠，但是互為谐波，導致干擾，則將該邊自{\displaystyle H}移除即可
前述模型經簡化，若要實際應用，許多問題仍待解決。約束滿足問題是圖同態問題的推廣，能表達更多種條件（例如個體偏好，或重複分配次數有上限），從而建立更實際的數學模型。

### 抽象觀點
數理邏輯或泛代數中，圖與有向圖屬關係結構的特例，即集合配備若干關係。有向圖就是基集（頂點集）之上有獨一個二元關係（鄰接關係）。如是觀之，圖作為關係結構的同態，按抽象代數的同態定義，等同於本文的圖同態。一般而言，欲尋找自某關係結構至另一關係結構的同態，屬於約束滿足問題（constraint satisfaction problem, CSP）。圖的特例可作為第一步，幫助理解更複雜的。許多尋找圖同構的算法，包括回溯、約束傳播、局部搜索，通用於各種。
給定圖{\displaystyle G}、{\displaystyle H}，問是否有同態{\displaystyle G\to H}，相當於僅得一類約束的實例：的「變量」是{\displaystyle G}的頂點，每個變量的「域」（可取值的範圍）是{\displaystyle H}的頂點集。「賦值」是一個函數，將逐個變量映至域的元素，即函數{\displaystyle f:V(G)\to V(H)}。{\displaystyle G}的每條邊（或有向邊）{\displaystyle (u,v)}對應一個「約束」{\displaystyle ((u,v),E(H))}，限制賦值函數將邊{\displaystyle (u,v)}映至關係{\displaystyle E(H)}中，即映至{\displaystyle H}的某邊。的「解」是滿足全體約束的賦值，故前述的解正是自{\displaystyle G}至{\displaystyle H}的同態。

## 同態的結構
同態的複合仍是同態，故可知圖的{\displaystyle \to }關係具遞移性，又顯然自反，所以其為圖之間的預序。同態等價意義下，記{\displaystyle G}所屬等价类為{\displaystyle [G]}，每個等價類有唯一的核圖為其代表。關係{\displaystyle \to }定義該些等價類之間的偏序，即同態等價類構成一個偏序集。
以{\displaystyle G<H}表示{\displaystyle G}有同態至{\displaystyle H}，但反之則不然。如此定義的序{\displaystyle <}稠密，即對任意（無向）圖{\displaystyle G,H}，若{\displaystyle G<H}，則存在第三幅圖{\displaystyle K}使{\displaystyle G<K<H}，除非是平凡反例{\displaystyle G=K_{0}}或{\displaystyle G=K_{1}}。例如，任意兩幅整數階完全圖（除{\displaystyle K_{0},K_{1},K_{2}}外）之間，必有無窮多幅環狀完全圖，相當於整階數之間的有理數階數。
同態等價類的偏序集是分配格，併{\displaystyle [G]\lor [H]}是互斥併{\displaystyle [G\sqcup H]}，而交{\displaystyle [G]\land [H]}是圖張量積{\displaystyle [G\times H]}，其定義不取決於等價類中所選的代表{\displaystyle G,H}。此格中，併不可約元正好是連通圖，證明方式是留意同態衹會將連通圖映到目標的一個連通分支中。交不可約元正好是積性圖（），此種圖{\displaystyle K}的特性是，若乘積{\displaystyle G\times H}有同態至{\displaystyle H}，則{\displaystyle G}或{\displaystyle H}兩者之一有同態至{\displaystyle H}。如何識別積性圖是赫德米猜想的關鍵。
圖與同態還組成範疇：圖是物件，而同態是態射。範疇的始物件是空圖{\displaystyle K_{0}}，終物件有一個頂點和一個自环。圖張量積是範疇論積，指數圖是該範疇的指數物件。換言之，自{\displaystyle G\times H\to K}的同態與{\displaystyle H\to K^{G}}的同態自然地一一對應。由於對任意圖{\displaystyle G,H}，張量積{\displaystyle G\times H}與冪{\displaystyle H^{G}}總有定義，圖範疇是笛卡儿闭范畴。同理，同態等價類組成的格實際上是海廷代数：按海廷代數的語言，前述的積稱為交運算{\displaystyle \land }，而前述的指數運算稱為蘊涵{\displaystyle \Rightarrow }。
對於有向圖，適用同樣的定義。同樣有{\displaystyle \to }是有向圖同態等價類之間的偏序，其與無向圖等價類的偏序{\displaystyle \to }有別，但後者是前者的子序，因為無向圖亦可視為有向圖，衹是其中每條有向邊{\displaystyle (u,v)}皆與其反向{\displaystyle (v,u)}成對出現。換言之，無向圖同態的定義，與雙向有向圖的同態並無區別。有向圖的{\displaystyle \to }序仍是分配格和海延代數，交與併的定義亦同上，但分別在於，該序並不稠密。亦有以有向圖為物件、同態為態射的範疇，照樣笛卡儿闭。

### 不可比圖

格勒奇圖，與不可比

同態預序下，許多圖不可比較。兩幅不可比圖（incomparable graphs）之間，並無自任意一幅至另一幅的同態。欲構造此種圖，可考慮圖的奇圍長，即最短的奇環長度。奇圍長可等價地說成最小的奇數{\displaystyle g}，使{\displaystyle g}個頂點的循环图{\displaystyle C_{g}}有同態至{\displaystyle G}。由此定義，若{\displaystyle G\to H}，則{\displaystyle G}的奇圍長大於或等於{\displaystyle H}的奇圍長。
另一方面，前節已證若{\displaystyle G\to H}，則{\displaystyle G}的色數小於或等於{\displaystyle H}的色數。所以，若{\displaystyle G}的奇圍長及色數皆嚴格大於{\displaystyle H}，則{\displaystyle G}和{\displaystyle H}不可比較。
舉例，格勒奇圖色數為{\displaystyle 4}，且無三角形（圍長{\displaystyle 4}，奇圍長{\displaystyle 5}），所以與三角形{\displaystyle K_{3}}不可比。
有幾類圖的奇圍長和色數可取任意大，如克內澤爾圖與廣義梅切爾斯基圖。如此一類圖，若使其兩參數同時遞增，排成一列，則有無窮多幅不可比圖（同態預序下的反鏈）。
同態預序稠密等其他性質，亦可利用此類圖證明。此外，可構造同時具大色數和大圍長（不僅是奇圍長）的圖，但較複雜，見圍長 (圖論) § 圍長與圖染色。
有向圖之中，更易找到不可比圖。例如，考慮有向環{\displaystyle {\overrightarrow {C_{n}}}}，頂點為{\displaystyle 1,2,\ldots ,n}，有向邊自{\displaystyle i}至{\displaystyle i+1}（對{\displaystyle i=1,2,\ldots ,n-1}各一），及自{\displaystyle n}至{\displaystyle 1}。對於{\displaystyle n,k\geq 3}，{\displaystyle {\overrightarrow {C_{n}}}}至{\displaystyle {\overrightarrow {C_{k}}}}有同態當且僅當{\displaystyle n}為{\displaystyle k}的倍數。所以，當{\displaystyle p}取質數值時，{\displaystyle {\overrightarrow {C_{p}}}}兩兩不可比。

## 計算複雜度
圖同態問題是給定一對圖{\displaystyle (G,H)}，求自{\displaystyle G}至{\displaystyle H}的圖同態。對應的決定性問題問是否存在此種解。一般情況下，即詢問的實例{\displaystyle (G,H)}不受額外限制的情況下，此決定性問題為NP完全。若限制詢問的範圍，衹限從某類圖中選出{\displaystyle G}或{\displaystyle H}，則可得多種不同的問題，其中有些較易求解。限制左邊{\displaystyle G}和限制右邊{\displaystyle H}相比，適用的方法相去甚遠，但兩者似乎有一共同特點：難易情況之間似乎有明確的分界，此分界或者已獲證，或有論文猜想如此。

### 至給定圖的同態
圖同態問題若固定右邊的圖{\displaystyle H}不變，則稱為染{\displaystyle H}色問題。{\displaystyle H}為完全圖{\displaystyle K_{k}}時，化成染k色問題，在{\displaystyle k=0,1,2}時，可於多項式時間內求解，但其餘情況則是NP完全。{\displaystyle k=2}的情況相當於問圖{\displaystyle G}可否染{\displaystyle K_{2}}色，即是否二部圖，此問題可在線性時間內求解。更一般地，衹要{\displaystyle H}是二部圖就有同一結論：可染{\displaystyle H}色等價於可染{\displaystyle K_{2}}色，即可染二色，故此種情況同樣易判斷。可染{\displaystyle K_{0}}色和可染{\displaystyle K_{1}}色分別等價於無頂點和無邊，亦易判斷。帕沃爾·黑爾和雅羅斯拉夫·內舍特日爾證明，對無向圖而言，無其他情況可馴順：

（黑爾-內舍特日爾定理，1990年）若{\displaystyle H}為二部圖，則染{\displaystyle H}色問題屬於P，但其餘情況則為NP完全。

上述定理又稱為無向圖同態的「對分定理」（dichotomy theorem），因為將染{\displaystyle H}色問題分成NP完全與P兩類，而無居中情況。有向圖情況較複雜，此時問題等價於刻畫看似更一般的約束滿足問題的複雜度：有向圖的染{\displaystyle H}色問題，與允許各種約束條件的相比，同樣多姿多彩，而不失一般性。嚴格而言，定義（有限）約束語言（constraint language，或稱模板）{\displaystyle \Gamma }為一個有限的取值域，其上配備有限多種關係，然後以{\displaystyle {\mathsf {CSP}}(\Gamma )}表示約束衹能選自{\displaystyle \Gamma }的一類約束滿足問題，則有以下定理：

（费德、瓦迪，1998年）對任意約束語言{\displaystyle \Gamma }，必有某幅有向圖{\displaystyle H}，使{\displaystyle {\mathsf {CSP}}(\Gamma )}在多项式时间归约意義下等價於染{\displaystyle H}色問題。

直觀理解，定理意味着任何算法技巧或複雜度結論，若適用於一般有向圖{\displaystyle H}的染{\displaystyle H}色問題，則可套用至一般。考慮將黑爾-內舍特日爾定理擴展至有向圖。由上述定理，該推廣等價於有關對分的费德-瓦迪猜想（又稱猜想、對分猜想），即斷言對任意約束語言{\displaystyle \Gamma }，{\displaystyle {\mathsf {CSP}}(\Gamma )}或屬NP完全，或屬P。此猜想於2017年由德米特里·祖克（Dmitry Zhuk）與安德烈·布拉托夫（Andrei Bulatov）分別獨立證出，故有以下推論：

（布拉托夫2017年；祖克2017年）給定{\displaystyle H}時，有向圖的染{\displaystyle H}色問題或屬P，或屬NP完全。

### 自給定族的同態
若左輸入{\displaystyle G}為給定，則圖同態問題有暴力解法，即窮舉{\displaystyle G}的各個頂點在{\displaystyle H}中的像，複雜度僅為{\displaystyle {\mathcal {O}}\left(|V(H)|^{|V(G)|}\right)}，已是輸入{\displaystyle H}的多項式函數。換言之，限制{\displaystyle G}的大小時，問題顯然屬P，但仍可改為研究另一課題：除大小之外，是否其他限制可施加於{\displaystyle G}，使圖同態問題可於多項式時間內求解？
研究表明，關鍵性質是樹闊，此參數衡量一幅圖有多似一棵樹。若{\displaystyle G}的樹闊至多為{\displaystyle k}，而{\displaystyle H}為任意圖，則利用標準的动态规划方法，可於{\displaystyle |V(H)|^{{\mathcal {O}}(k)}}時間內求解圖同態問題。實際甚至衹需假設{\displaystyle G}的核的樹闊不逾{\displaystyle k}，而無需知道其核為何。
該{\displaystyle |V(H)|^{{\mathcal {O}}(k)}}算法中，複雜度的指數可能無法再壓低太多：若指數時間假設（）為真，則不存在時間複雜度為{\displaystyle |V(H)|^{o(\mathrm {tw} (G)/\log \mathrm {tw} (G))}}的算法。即使限制{\displaystyle G}衹能取值為某一族圖，衹要該族圖的樹闊無上界，則仍有同樣結論。同樣假設下，幾乎沒有其他性質使問題可於多項式時間內求解，具體含義如下：

（格罗厄）假定，並給定由圖組成的可計算族{\displaystyle {\mathcal {G}}}。考慮輸入為{\displaystyle (G,H)}，且{\displaystyle G\in {\mathcal {G}}}的圖同態問題。此問題屬P當且僅當{\displaystyle {\mathcal {G}}}中各圖之核的樹闊有界。

或考慮有所取捨，允許複雜度高度依賴{\displaystyle G}，換取複雜度與{\displaystyle H}的關係僅為固定的多項式。與前段類似，若{\displaystyle G}的取值範圍中，核的樹闊有界，則此目標可以實現，但若{\displaystyle G}的取值範圍不滿足該條件，則無法達成。利用帶參數複雜度術語，上述成果可覆述為：{\displaystyle {\mathcal {G}}}中的同態問題，以{\displaystyle G}的邊數為參數，呈現對分現象。若{\displaystyle {\mathcal {G}}}中各圖之核的樹闊有上界，則該問題為固定參數可馴順，否則為W[1]完全。
同一命題對其他關係結構亦成立。換言之，其適用於一般的約束滿足問題，不過需要限制各項約束涉及的變量數有上界，即關係的元數有上界（以圖為例，僅得元數為2的關係）。此時，關鍵參數為原始約束圖的樹闊。

## 註
1. ↑  使該圖可染{\displaystyle k}色的最小{\displaystyle k}值。
2. ↑  取{\displaystyle 0}至{\displaystyle n-1}為{\displaystyle n}個頂點，相異兩點{\displaystyle u,v}間有連邊當且僅當模{\displaystyle n}運算時，{\displaystyle |u-v|}大於某定值。
3. ↑  數學流傳（英语：Mathematical folklore），謂難以溯源或原創者並無正式投稿出版，但廣為研究者熟知的定理。
4. ↑  {\displaystyle {\overrightarrow {P_{n}}}}的頂點為{\displaystyle 1,2,\ldots ,n}，且對每個{\displaystyle i=1,2,\ldots ,n-1}有一條邊自{\displaystyle i}至{\displaystyle i+1}。
5. 1 2  {\displaystyle x}為併不可約，意即{\displaystyle x=a\lor b}推出{\displaystyle x=a}或{\displaystyle x=b}。對偶概念為交不可約。
6. ↑  指數圖（）{\displaystyle H^{G}}的頂點是函數{\displaystyle f:V(G)\to V(H)}，兩頂點{\displaystyle f,g:V(G)\to V(H)}連邊當且僅當對{\displaystyle G}中任意兩個相鄰頂點{\displaystyle v,v'}，有{\displaystyle f(v)}與{\displaystyle g(v')}在{\displaystyle H}中相鄰。
7. ↑  指數時間假設與P ≠ NP類似，皆是未獲證的複雜度假設，但前者更強。
8. ↑  約束滿足問題中，以變數為頂點，兩變數有出現在同一個約束中則連邊，可得「原始約束圖」。此即以各約束為邊的超圖的原始圖（英语：primal graph）。

### 一般書目、解說
- Cameron, P.  [圖同態，組合研習小組講義] (PDF). 2006  [2022-02-12]. （原始内容 (PDF)存档于2021-05-07） （英语）.
- Hell, Pavol; Nešetřil, Jaroslav.  [圖與同態]. Oxford Lecture Series in Mathematics and Its Applications 28. Oxford University Press. 2004  [2022-02-12]. ISBN 0-19-852817-5. （原始内容存档于2021-05-06） （英语）.
- Hahn, G.; Tardif, C.  [圖同態：結構與對稱].  [圖對稱：代數方法及應用] (PDF). Springer. 1997: 107–166  [2022-02-12]. doi:10.1007/978-94-015-8937-6_4. （原始内容 (PDF)存档于2021-07-11） （英语）.
- Godsil, C.; Royle, G.  [6、同態].  [代數圖論]. Graduate Texts in Mathematics 207. Springer–Verlag New York. 2001. ISBN 978-1-4613-0163-9. doi:10.1007/978-1-4613-0163-9 （英语）.

### 約束滿足、泛代數
- Bodirsky, M.  [圖同態與泛代數，講義] (PDF). 2007  [2022-02-12]. （原始内容 (PDF)存档于2022-05-01） （英语）.
- Hell, Pavol; Nešetřil, Jaroslav.  [染色、約束滿足、複雜度] (PDF). Computer Science Review. 2008, 2 (3): 143–163  [2022-02-12]. doi:10.1016/j.cosrev.2008.10.003. （原始内容 (PDF)存档于2017-07-06） （英语）.

### 格論、範疇論
- Brown, R.; Morris, I.; Shrimpton, J.; Wensley, C. D.  [圖態射之圖]. Electronic Journal of Combinatorics. 2008, 15 (1): A1  [2022-02-12]. doi:10.37236/919 . （原始内容存档于2021-07-11） （英语）.
- Gray, C. T.  [有向圖之格] (PDF). 2014  [2022-02-12]. （原始内容 (PDF)存档于2022-01-20） （英语）.